# Těšovice (powiat Sokolov)
Těšovice – wieś i gmina w Czechach, w powiecie Sokolov, w kraju karlowarski. Według danych z dnia 1 stycznia 2014 liczyła 189 mieszkańców.